# Tetramorium sitefrum
Tetramorium sitefrum är en myrart som beskrevs av Bolton 1980. Tetramorium sitefrum ingår i släktet Tetramorium och familjen myror. Inga underarter finns listade i Catalogue of Life.